# Nel mondo degli gnomi
Nel mondo degli gnomi è una raccolta della cantante Cristina D'Avena pubblicata il 6 aprile 2007, contenente sigle e canzoni relative alle serie animate David Gnomo amico mio, Viaggiamo con Benjamin e Nel meraviglioso mondo degli gnomi.

## Tracce
1. Nel meraviglioso mondo degli gnomi (testo: Alessandra Valeri Manera – musica: Franco Fasano)
2. David Gnomo amico mio (testo: Alessandra Valeri Manera – musica: Carmelo Carucci)
3. Slizvaiz (testo: Alessandra Valeri Manera[1], Mariano Pèrez Garcia[2], José Antonio Garcia Morato Soto[2], Rosa Maria Giron Avila[2] – musica: Mariano Pèrez Garcia, José Antonio Garcia Morato Soto, Rosa Maria Giron Avila)
4. Uno gnomo (testo: Alessandra Valeri Manera[1], Martin Maria Del Rosario Ovelar[2], Juan Miguel Losada[2] – musica: Martin Maria Del Rosario Ovelar, Juan Miguel Losada)
5. Dai vieni qui David (testo: Alessandra Valeri Manera[1], Martin Maria Del Rosario Ovelar[2], Miguel Angel Campos Lopez[2] – musica: Miguel Angel Campos Lopez, Hilario Camacho Velilla)
6. Viaggiamo con Benjamin (testo: Alessandra Valeri Manera – musica: Carmelo Carucci)
7. Oh oh oh Ruggine (testo: Alessandra Valeri Manera[1], Rosa Maria Giron Avila[2], Jorge Enrique Gomez Diaz[2] – musica: Rosa Maria Giron Avila, Jorge Enrique Gomez Diaz)
8. Pianeta piccin (testo: Alessandra Valeri Manera[1], Carlos Gomez Garcìa[2], Rosa Maria Giron Avila[2] – musica: Carlos Gomez Garcìa, Rosa Maria Giron Avila)
9. Per te Benjamin (testo: Alessandra Valeri Manera[1], Carlos Gomez Garcìa[2], Rosa Maria Giron Avila[2] – musica: Carlos Gomez Garcìa, Rosa Maria Giron Avila)
10. Ben-Benjamin (testo: Alessandra Valeri Manera[2], Alfredo Brito[2] – musica: Alfredo Brito)
11. Taca-Taca Chun-Chun (testo: Alessandra Valeri Manera[2], Carlos Gomez Garcìa[2], Rosa Maria Giron Avila[2] – musica: Carlos Gomez Garcìa, Rosa Maria Giron Avila)
12. Il giudice di pace (testo: Alessandra Valeri Manera[2], Martin Maria Del Rosario Ovelar[2] – musica: Carlos Gomez Garcìa, Rosa Maria Giron Avila)